# Grand Slang

Grand Slang – vzorek písma

Grand Slang je  bezpatkové písmo. Bylo vytvořeno německým grafickým designérem Nikolasem Wrobelem a bylo zveřejněno 1. září 2019 společností Nikolas Type, specializující se na vývoj písem.
Inspirace pro design Grand Slang (IPA /ɡɹˈænd slˈæŋ/) vychází z americké kaligrafie 20. století a také z díla amerických kaligrafů Oscar Ogg a William Addison Dwiggins. Prvky jsou rovněž převzaty z osobní sbírky designéra a z nápisů, které se objevují v amerických filmových dílech z 40. a 50. let.
Písmo kombinuje vlastnosti antikva a grotesk, spojuje kaligrafické psaní s čistými geometrickými tvary. Vyjadřuje vyvážený poměr mezi stabilitou a flexibilitou, obsahuje více než 310 glyfů, mezi nimiž jsou malá a velká písmena, číslice, interpunkčních znamének, akcenty, diakritických znamének, ligatury a symbolů.
Jeho název, Grand Slang, je složen z anglických slov grand (velký) a slang (slang). V americkém a britském slangovém jazyce slovo grand odkazuje na soubor tisíce dolarů nebo liber.
Písmo Grand Slang je k dispozici ke stažení v digitální podobě ve formátech souborů OpenType a Web Open Font Format, vhodné pro grafický design, webdesign, aplikace a elektronické knihy.
Podporuje širokou škálu evropských jazyků založených na latinském písmu a je k dispozici s licencí na vlastní software, omezením použití a redistribuce podle podmínek stanovených v softwarovou licencí.